# Gabrio Piola
Gabrio Piola (né le 15 juillet 1794 à Milan et mort le 9 novembre 1850 à Giussano) est un physicien et mathématicien italien, qui fit connaître les théories de Cauchy en Italie. Son nom figure dans celui du tenseur des contraintes de Piola-Kirchhoff (en).

## Biographie
Le comte Gabrio Piola Daverio est né à Milan dans une famille de l'aristocratie piémontaise. Il reçut sa première éducation de ses précepteurs puis poursuivit ses études secondaires au lycée de Milan. Ses dispositions exceptionnelles pour les mathématiques et la physique lui permirent de s'inscrire à l'Université de Pavie, où il fut l'étudiant de Vincenzo Brunacci, qui l'aida à préparer son doctorat, soutenu le 24 juin 1816. Piola ne voulait pas suivre la voie académique, quoiqu'on lui offrît la chaire de Mathématiques Appliquées à Rome : il préférait se consacrer aux cours particuliers. Parmi ses étudiants, il eut Francesco Brioschi, futur  professeur de mécanique rationnelle à Pavie et président de l'Académie des Lyncéens.
Ses premières recherches remontent à 1824 : son mémoire, consacré à la « Mechanique de Lagrange », remporta le concours lancé par l'Institut Lombard de Milan. Ses recherches mathématiques concernent le calcul par différences finies et le calcul intégral, et ses travaux de mécanique sont relatifs à la mécanique des milieux continus et à l'hydraulique : ces disciplines ont conservé les notions de tenseur de Piola et de transformation de Piola.
Piola éditait une revue scientifique, et composa des opuscules de mathématique et de physique dont deux volumes seulement ont été publiés. Mais par sa revue, il se fit le héraut en Italie des théories de Cauchy, qu'il traduisait du français en italien.
Le comte Piola était un homme de grande culture qui partageait le reste de son temps entre l'histoire et la philosophie : de ses propres notes il tira par exemple une biographie de Bonaventura Cavalieri.
Il était membre de plusieurs sociétés savantes, comme la Société italienne des Sciences, ou l'Académie Romaine de la Foi Catholique (1825) ; il était du reste, tout comme Cauchy (dont il facilita l'installation en Italie entre 1830 et 1833), un catholique fervent. Il enseigna pendant 24 ans la catéchèse dans une paroisse de Milan et était lié à Antonio Rosmini, à l'époque le parangon de la spiritualité chrétienne.
Il y a à Milan une Piazzale Piola et une station de métro qui portent son nom. Il mourut à Giussano della Brianza en 1850.

## Publications

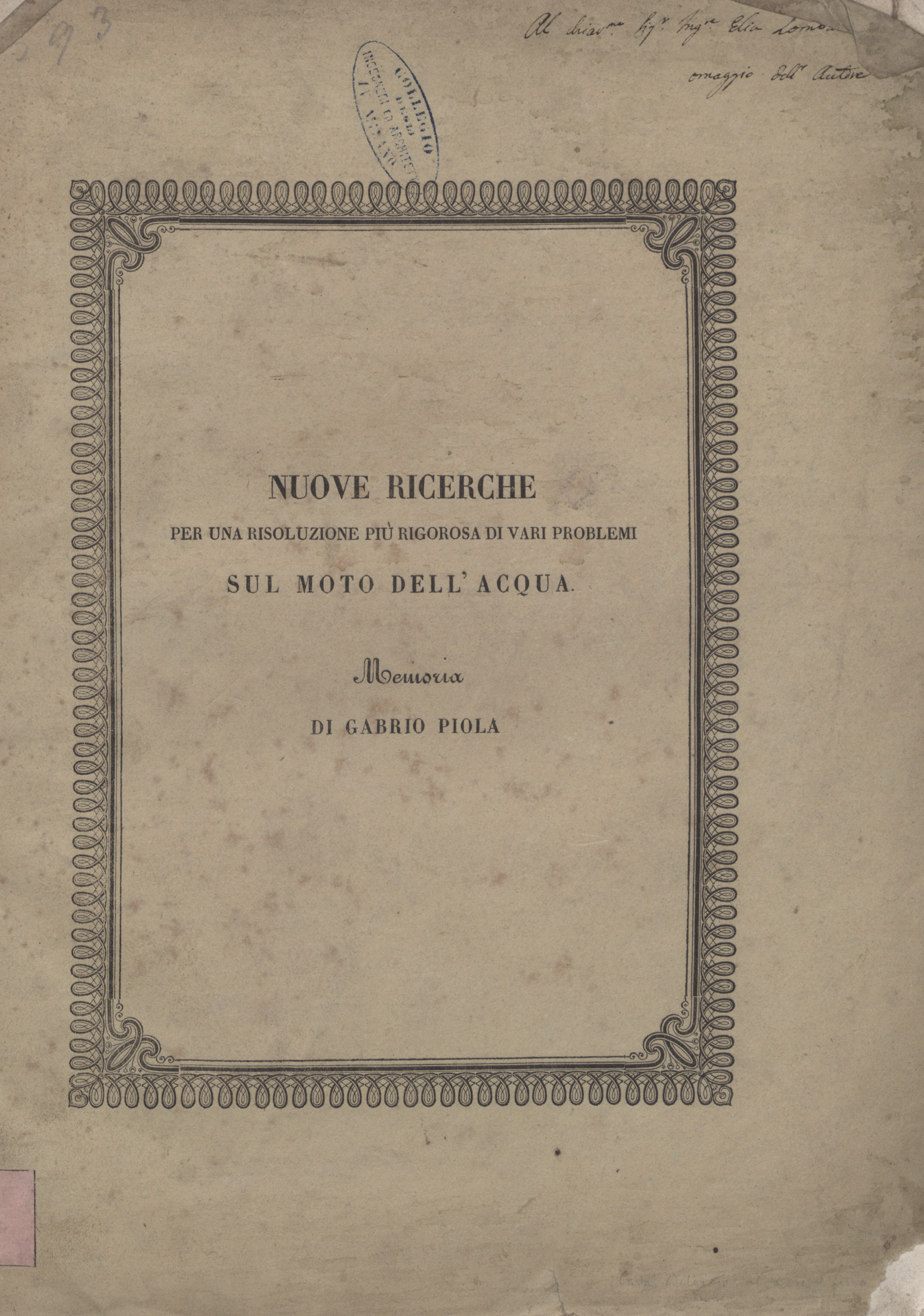
Nuove ricerche per una risoluzione più rigorosa di vari problemi sul moto dell'acqua (1843)

Les œuvres de Piola sont en italien.
- Sull'applicazione de' principj della meccanica analitica del Lagrange ai principali problemi, Memoria di Gabrio Piola presentata al concorso del premio e coronata dall'I.R. Istituto di Scienze, ecc. nella solennità del giorno 4 ottobre 1824, Milan, Imp. Regia stamperia, 1825
- Lettere di Evasio ad Uranio intorno alle scienze matematiche, Modène, 1825 — Épistémologie
- Sulla trasformazione delle formole integrali duplicate e triplicate, Modène, Tipografia Camerale, 1828
- Sulla teorica delle funzioni discontinue, Modène, Tipografia Camerale, 1830
- Sulla teorica del pendolo, Milan, Imp. Reg. Stamperia, 1831
- Sull'applicazione del calcolo delle differenze alle questioni dell'analisi indeterminata, Padoue, Tip. del Seminario, 1831
- « Risoluzione delle equazioni indeterminate di primo grado », dans Opuscoli matematici e fisici di diversi autori, v. 1, Milan, Giusti, 1832 — Première partie : p. 262–272 ; Seconde partie : p. 327–344Écrit en 1830, sans la connaissance des travaux de Jacques Philippe Marie Binet[1]
- La meccanica de' corpi naturalmente estesi : trattata col calcolo delle variazioni, Milan, Giusti, 1833
- Nuova analisi per tutte le questioni della meccanica molecolare, Modène, Tipografia camerale, 1835
- Nuove ricerche per una risoluzione più rigorosa di vari problemi sul moto dell'acqua, Milan, Bernardoni, 1840
- Trattato sul calcolo degli integrali definiti, parte 1, Milan, Giusti, 1839
- Sulla legge della permanenza delle molecole de' fluidi in moto alle superficie libere, Milan, Bernardoni, 1843
- Elogio di Bonaventura Cavalieri, Milan, Bernardoni, 1844 — Discours à l'occasion de l'inauguration d'un monument à Cavalieri
- Sul moto permanente dell'acqua, Milan, Bernardoni, 1845
- Intorno alle equazioni fondamentali del movimento di corpi qualsivogliono considerati secondo la naturale loro forma e costituzione, Modène, Tipi del R.D. Camera, 1846
- Francesco Brioschi (éd.), Di un principio controverso della Meccanica analitica di Lagrange e delle molteplici sue applicazioni, Milan, Bernardoni, 1856 — Mémoire posthume

### Œuvres complètes
- (en) Francesco dell'Isola, Giulio Maier, Umberto Perego, Ugo Andreaus, Raffaele Esposito et Samuel Forest, The complete works of Gabrio Piola, vol. I : commented English translation, Springer, 2014  (ISBN 978-3-319-00262-0) (papier) et  (ISBN 978-3-319-00263-7) (en ligne)